# Badimia multiseptata
Badimia multiseptata је врста лишајева из породице Pilocarpaceae. Пронађен у Азији, 2011. године је описан као нов за науку.